# IAC/InterActiveCorp
La IAC/InterActiveCorp è un conglomerato mediatico statunitense che opera in diversi e importanti settori di affari nei settori trasformati da internet, online e offline. IAC ha più di 60 marchi ed opera in 28 stati con circa 20.000 impiegati.
L'azienda ha sede a New York. Il quartier generale è ospitato dallo IAC Building, opera di Frank Gehry, un edificio degno di nota di Manhattan, che sorge sulla 11th Avenue.

## Prodotti

### Match Group
- BlackPeopleMeet.com
- Chemistry.com
- Delightful
- FriendScout24
- HowAboutWe
- Match.com
- Meetic Group
- OkCupid
- OurTime
- People Media
- PlentyOfFish
- Tinder
- Twoo

### Publishing
- Ask.com
- CityGrid
- Dictionary.com
- Dotdash Meredith
- Investopedia
- The Daily Beast
- Reference.com

### Applications
- Apalon
- Ask Applications
- mHelpDesk
- SlimWare

### Video
- CollegeHumor
- DailyBurn
- Electus
- IAC Films
- Vimeo

### ANGI Homeservices Inc.
- Angie's List
- HomeAdvisor
- HomeStars
- Instapro (Italia)
- MyBuilder (Regno Unito)
- MyHammer (Germania)
- Travaux.com (Francia)
- Werkspot (Paesi Bassi)